# Gregor Schuhen
Gregor Schuhen (* 1973) ist ein deutscher romanistischer Literaturwissenschaftler.

## Leben
Von 1994 bis 2001 studierte er Romanistik und Anglistik an den Universitäten Siegen und Paris XII. Nach dem Promotionsstudium (2002–2006) der französischen Literatur-, Kultur- und Medienwissenschaft war er von 2010 bis 2017	Juniorprofessor für Romanische und Allgemeine Literaturwissenschaft mit dem Schwerpunkt Men’s Studies an der Universität Siegen. Nach der Habilitation 2017 ist er seit 2018 Professor für Romanistik mit dem Schwerpunkt Literaturwissenschaft an der Universität Koblenz-Landau, Campus Landau (seit 2023 an der Rheinland-Pfälzischen Technischen Universität Kaiserslautern-Landau).
Seine Forschungsschwerpunkte sind französische Literatur von der Frühen Neuzeit bis in die Gegenwart, spanische Literatur der Vor- und Frühmoderne sowie des 19. Jahrhunderts, Gender und Masculinity Studies, Bourdieu-Rezeption in der französischen Gegenwartsliteratur, Kulturtransfer Frankreich – Deutschland, Pikareske und Neo-Pikareske, literarische Anthropologie und Wissenschaftsgeschichte, Jugend- und Populärkultur und zeitgenössisches Autorenkino der Romania (Spanien, Frankreich).

## Schriften (Auswahl)
- Erotische Maskeraden. Sexualität und Geschlecht bei Proust. Heidelberg 2007, ISBN 978-3-8253-5318-6.
- Haussmann und die Folgen. Vom Boulevard zur Boulevardisierung. Hrsg. zusammen mit Walburga Hülk. Tübingen 2012, ISBN 978-3-8233-6661-4.
- Transgression and Subversion. Gender in the Picaresque Novel. Hrsg. zusammen mit Maren Lickhardt, Hans Rudolf Velten. Bielefeld 2018, ISBN 978-3-8394-4400-9.
- Vir inversus. Männlichkeiten im spanischen Schelmenroman. Bielefeld 2018, ISBN 3-8376-4229-1.
- Prekäre Männlichkeiten. Klassenkämpfe, soziale Ungleichheit und Abstiegsnarrative in Literatur und Film. Hrsg. zusammen mit Lars Henk, Marie Schröer. Bielefeld 2022, ISBN 978-3-8376-6012-8.